# Dorcadion talyschense
Dorcadion talyschense là một loài bọ cánh cứng trong họ Cerambycidae.